# Yabbenohr
Yabbenohr (auch: Jabaniori-tō, Jabbenohr, Jabōnwōr Island, Japaniori) ist eine Insel des Kwajalein-Atolls in der Ralik-Kette im ozeanischen Staat der Marshallinseln (RMI).

## Geographie
Das Motu ist das westliche Ende des südwestlichen Saumes des Atolls. Im Osten schließt sich Lobon an. Der Riffsaum zieht sich noch über viele Kilometer weiter nach Nordwesten. Die nächste Insel dort ist Tabik, etwa 6 km südöstlich der Nordwestspitze bei Ebadon.

## Klima
Das Klima ist tropisch heiß, wird jedoch von ständig wehenden Winden gemäßigt. Ebenso wie die anderen Orte der Kwajalein-Gruppe wird Yabbenohr gelegentlich von Zyklonen heimgesucht.